# Центральний (бахш, шагрестан Бендер-Анзалі)
Центральний (перс. مرکزی) — бахш в Ірані, в шагрестані Бендер-Анзалі остану Ґілян. За даними перепису 2006 року, його населення становило 130851 особу, які проживали у складі 38810 сімей.

## Дегестани
До складу бахша входять такі дегестани:
- Лічарґі-є-Хасан-Руд
- Чагар-Фарізе